# リュボミール・ピプコフ
リュボミール・ピプコフ（キリル文字:Любомир Панайотов Пипков, ラテン文字:Ljubomir Panayotov Pipkov, 1904年9月4日 - 1974年5月9日）は、ブルガリアの作曲家。
ロヴェチ出身。父は作曲家のパナヨト・ピプコフ。ソフィアの音楽アカデミーで学んだ後、1926年から1932年までパリに留学して、エコールノルマル音楽院でポール・デュカスとナディア・ブーランジェに作曲を師事した。帰国後、ソフィア歌劇場のコレペティートル兼合唱指揮者となり、最終的に音楽監督になった。1948年から音楽アカデミーの声楽の教授を務めた。
作品には4つの交響曲、ピアノ協奏曲、ヴァイオリン協奏曲、チェロ協奏曲、クラリネット協奏曲、室内楽曲、オラトリオ、カンタータ、ピアノ曲、合唱曲、歌曲、映画音楽などがある。

## 文献
- Почетните граждани на Ловеч, Регионален исторически музей — Ловеч, съставител Капка Кузманова, ИК „Витал“, Велико Търново, 2009, ISBN 978-954-8259-84-2
- "Книга за операта", Любомир Сагаев, Държавно издателство „Музика“, София, 1976